# Summit (Illinois)
Summit – wieś w Stanach Zjednoczonych, w stanie Illinois, w hrabstwie Cook.